# دهستان خراجی
دهستان خراجی، یکی از دهستان‌های بخش مرکزی شهرستان کیار در استان چهارمحال و بختیاری ایران است. مرکز این دهستان، روستای خراجی است.

## جمعیت
بر پایه سرشماری عمومی نفوس و مسکن در سال ۱۳۹۵، جمعیت دهستان خراجی برابر با ۵٬۴۷۰ نفر بوده‌است.